# Music from the OC: Mix 4
Music from the OC: Mix 4 è una raccolta di canzoni tratte dalla colonna sonora della seconda stagione della serie televisiva The O.C.. In Italia è uscita il 6 ottobre 2006.

## Tracce
1. The Futureheads - Decent Days and Nights
2. Imogen Heap - Goodnight and Go
3. Pinback - Fortress
4. A.C. Newman - On the Table
5. Sufjan Stevens - To Be Alone with You
6. Flunk - Play
7. Beck - Scarecrow
8. Modest Mouse - The View
9. Aqueduct - Hardcore Days & Softcore Nights
10. The Reindeer Section - Cartwheels
11. Bell X1 - Eve, the Apple of My Eye
12. Matt Pond PA - Champagne Supernova